# Ezel Akay
Ezel Akay é um ator, produtor e diretor turco.

## Filmografia
- 1996: Somersault in a Coffin Tabutta Rövaşata (produtor)
- 2001: Elephants and Grass (Filler ve Çimen) (ator)
- 2001: The Waterfall (produtor, ator)
- 2004: Where's Firuze? (Neredesin Firuze), (diretor, produtor, ator)
- 2005: Robbery Alla Turca (Hirsiz var!), (ator)
- 2006: Killing the Shadow (Hacivat Karagöz neden öldürüldü?), (diretor, produtor, escritor, e ator)
- 2006: Eve giden yol 1914 (ator)
- 2007: Adam and the Devil (Adem'in trenleri) (produtor, ator)
- 2007: Sözün bittigi yer (ator)
- 2007: Hicran Sokagi (ator)
- 2009: 7 Husbands for Hurmuz (7 kocali Hürmüz), (diretor, ator)[1][2]